# Rousson et Chamoix

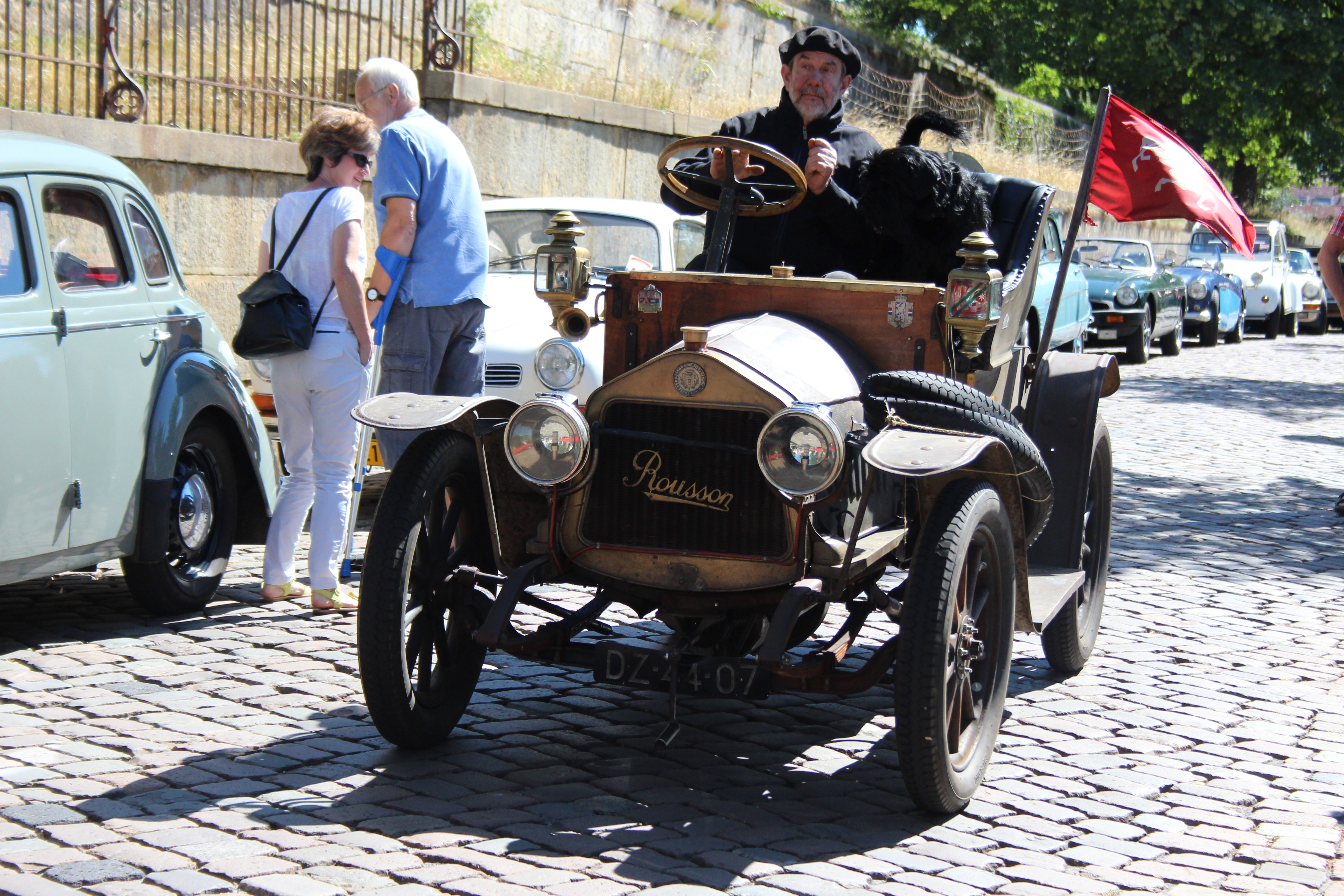
Rousson

Rousson et Chamoix war ein französischer Hersteller von Automobilen.

## Unternehmensgeschichte
Das Unternehmen aus Feurs begann etwa 1910 mit der Produktion von Automobilen. Der Markenname lautete Rousson. 1914 endete die Produktion.

## Fahrzeuge
Im Angebot standen fünf verschiedene Modelle mit Vierzylindermotoren vom 8 CV bis zum 16 CV. Der kleinste Motor hatte 1460 cm³ Hubraum und der größte Motor 3632 cm³ Hubraum. Die Karosserien boten wahlweise Platz für zwei oder vier bis fünf Personen.